# Atlantica
L'Atlantica era un antico continente che si suppone si formò circa due miliardi di anni fa: 200 milioni di anni più tardi, divenne parte del supercontinente Columbia; altri 300 milioni di anni più tardi, dopo la rottura della Columbia, l'Atlantica, assieme a Baltica, Arctica ed al cratone Antartico orientale, divenne parte del supercontinente Nena.
Un miliardo di anni fa, la Nena venne a sua volta inclusa nella Pannotia, la quale nel Cambriano si disintegrò, lasciando l'Atlantica incorporata nel Gondwana.
Il Gondwana, a sua volta, divenne parte della Pangea durante il Permiano; finì per separarsi da essa nel Giurassico e si frammentò a sua volta nel Cretaceo, dividendo ciò che ancora rimaneva del continente Atlantica fra i continenti attuali dell'Africa e del Sudamerica.